# Chlorochaeta dentata
Chlorochaeta dentata là một loài bướm đêm trong họ Geometridae.